# Stegonotus muelleri
Espèce
Synonymes
- Spilotes samarensis Peters, 1861

Statut de conservation UICN

 NT  : Quasi menacé
Stegonotus muelleri  est une espèce de serpents de la famille des Colubridae.

## Répartition
Cette espèce est endémique des Philippines. Elle se rencontre jusqu'à 1 000 m d'altitude dans les îles de Samar, de Leyte et de Mindanao,.

## Étymologie
Cette espèce est nommée en l'honneur de Johannes Peter Müller.

## Publication originale
- Duméril, Bibron & Duméril, 1854 : Erpétologie générale ou histoire naturelle complète des reptiles. Tome septième. Première partie, p. 1-780 (texte intégral).